# Драгоценности (новелла)
«Драгоце́нности» (фр. Les Bijoux) — новелла Ги де Мопассана, опубликованная в журнале «Gil Blas» 27 марта 1883 года под псевдонимом Мофриньёз.
Позже, в 1884 году, «Драгоценности» были включены в сборник «Лунный свет».

## Персонажи
- господин Лантэн — столоначальник в министерстве иностранных дел в Париже.
- девушка (в тексте — она) — возлюбленная Лантэна, а затем и его жена. «В её скромной красоте была прелесть ангельской чистоты, а неуловимая улыбка, не сходившая с её губ, казалась отблеском её души».
- первый ювелир.
- второй ювелир.
  - приказчики второго ювелира.
- вторая жена г-н Лантэна — внесценический персонаж; «вполне порядочная женщина» с тяжёлым характером.

## Сюжет
В начале повествования автор рассказывает историю взаимоотношений господина Лантэна, главного героя произведения, с девушкой, имя которой в новелле не указывается. Лантэн познакомился с ней на вечере, и любовь опутала его, точно сетью. Мужчина, служивший тогда столоначальником в министерстве иностранных дел, сделал ей предложение, и вскорости они обручились.
Лантэн был с ней очень счастлив. Он не одобрял в ней только пристрастия к театру и фальшивым драгоценностям, «мишуре».
Однажды, возвращаясь из оперы, жена Лантэна сильно замёрзла и заболела. Через неделю она умерла от воспаления лёгких.
Муж очень тяжело переживал потерю любимой. Он в неприкосновенности сохранил спальню жены и каждый день запирался там, чтобы думать о ней. В один момент ему стало трудно жить не только морально, но и финансово. Оказавшись однажды «без гроша в кармане», он решил продать «финтифлюшки» жены и принёс одно из украшений (ожерелье) в ювелирный магазин в надежде получить за него шесть-восемь франков. В магазине же господину Лантэну сообщили, что цена изделия — двенадцать — пятнадцать тысяч франков. В недоумении он вышел из магазина и направился в другой с тем, чтобы выяснить, какова истинная цена украшения. Там ему назвали ещё бо́льшую сумму — восемнадцать тысяч.
После того как Лантэн убедился в том, что украшение — это не подделка, его стали терзать различные мысли:
Тогда, значит, это подарок! Подарок! От кого? За что?
Он остановился посреди улицы как вкопанный. Ужасное подозрение шевельнулось в нем: «Неужели она…»
Значит, и все остальные драгоценности тоже подарки! Ему показалось, что земля колеблется, что стоящее перед ним дерево падает; он протянул руку и свалился без чувств.

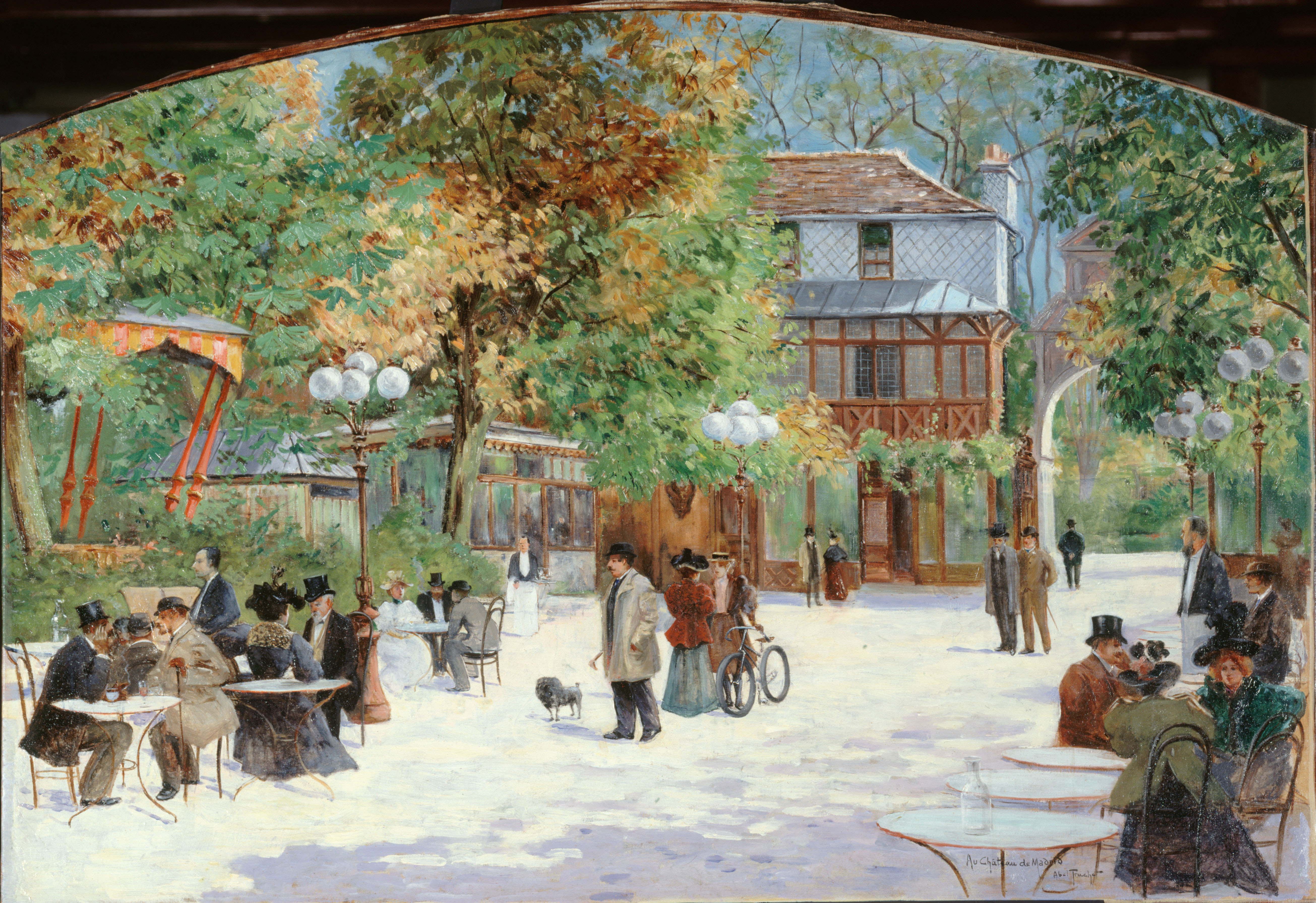
Шале Мадридского замка в Булонском лесу, Абель-Труше (~1900 год)

На следующий день вдовец пошёл в ювелирный магазин. Там его с особым почтением встретили, после чего выкупили ожерелье. Уже на выходе господин Лантэн спросил у ювелира: «У меня… остались ещё драгоценности… тоже по наследству… Может быть, вы и те купите?» Тот ответил утвердительно.
Лантэн нанял фиакр и поехал за драгоценностями. Через час он вернулся, и начался подсчёт стоимости украшений. Всё вместе стоило сто девяносто шесть тысяч франков. Условившись с ювелиром, что окончательная экспертиза назначается на следующий день, вдовец ушёл.
Когда г-н Лантэн вышел из магазина, он ощутил в себе такую лёгкость, что способен был сыграть в чехарду со статуей императора. Завтракать он отправился к Вуазену и пил вино в двадцать франков бутылка. Потом он нанял фиакр и прокатился по Булонскому лесу. Лантэн оглядывал проезжавшие экипажи с некоторым презрением, сдерживаясь, чтоб не крикнуть: «Я тоже богат! У меня двести тысяч франков!»
Последние строчки произведения:
Вспомнив о министерстве, он поехал туда, развязно вошел к начальнику и заявил:
— Милостивый государь, я подаю в отставку. Я получил наследство в триста тысяч франков.
Он попрощался с бывшими сослуживцами и поделился с ними планами своей новой жизни; потом пообедал в Английском кафе.
Сидя рядом с каким-то господином, который показался ему вполне приличным, он не мог преодолеть искушения и сообщил не без игривости, что получил наследство в четыреста тысяч франков.
Первый раз в жизни ему не было скучно в театре, а ночь он провел с проститутками.

Полгода спустя он женился. Его вторая жена была вполне порядочная женщина, но характер у нее был тяжелый. Она основательно донимала его.
Виктор Шкловский так пересказал содержание новеллы: «Жена и муж живут счастливо, у неё один недостаток — любовь к фальшивым драгоценностям. Жена умирает. Муж нуждается и хочет продать за гроши „фальшивые“ драгоценности. Они оказываются настоящими. Ими оплачены были её измены».

## Анализ
В «Драгоценностях» рассказывается история, аналогичная большинству других историй из сборника «Лунный свет».
Марио Бонфантини отмечает, что данная новелла Мопассана — «легкий набросок, живые страницы из „вторых рук“, а не вдумчивое произведение искусства».

## Экранизации
- «Романс в миноре» (нем. Romanze in Moll) — немецкий художественный фильм Хельмута Койтнера 1943 года.